# Zdravko Ježić
Zdravko Ježić, född 17 augusti 1931 i Niš, död 19 juni 2005 i New York, var en jugoslavisk vattenpolospelare och Serbienfödd kroatisk-amerikansk kemist. Han tog OS-silver 1952 och 1956 med Jugoslaviens landslag.
Ježić spelade nio matcher i den olympiska vattenpoloturneringen i Helsingfors och sju matcher i den olympiska vattenpoloturneringen i Melbourne. Han spelade sju matcher och gjorde fyra mål den olympiska vattenpoloturneringen i Rom där Jugoslavien nådde en fjärdeplats. Han spelade för Mladost Zagreb där han var lagkapten 1952–1962. I det jugoslaviska landslaget var han lagkapten 1958–1960. Ježić valdes in i International Swimming Hall of Fame 2010.
Efter vattenpolokarriären flyttade Ježić till USA, gjorde karriär som kemist på Dow Chemical och avled 2005 i prostatacancer.